# مسیوس فیبوس سوروس
مسیوس فیبوس سوروس (به انگلیسی: Messius Phoebus Severus) سیاستمدار و فیلسوف رومی بود. او در سال ۴۷۰ به عنوان کنسول روم با فلاویوس یوردان منصوب شد.